# Gary Grewal
Pour les articles homonymes, voir Grewal.
Gary Grewal  est un homme politique provincial canadien de la Saskatchewan. Il représente la circonscription de Regina Northeast à titre de député du Parti saskatchewanais de 2020 à 2024,.

## Biographie

### Carrière politique
Avant son entrée à l'Assemblée législative de la Saskatchewan en 2020, Grewal tente sa chance lors de l'élection partielle de 2018. Toutefois, il est défait par le candidat néo-démocrate Yens Pedersen.
En février 2024, Grewal annonce ne pas se représenter pour le scrutin de 2024. En mai de la même année, le NPD dépose une plainte pour conflit d'intérêt impliquant l'entreprise de Grewal et l'obtention de contrats gouvernementaux. Cinq mois plus tard, le commissaire aux conflits d'intérêts dépose un rapport indiquant une violation des règles sur les conflits d'intérêts. Les entreprises Sunrise, dans laquelle l'épouse de Grewal travaille comme comptable, et Thriftlodge ont reçu 731 000$ du ministère des Services sociaux après l'élection de 2020 sans avoir divulgué l'information. Néanmoins, Grewal publie une déclaration en désaccord avec les conclusions du rapport tandis que le Parti saskatchewanais les accepte,.